# ویژه کریسمس جادویی ماریا کری
ویژه کریسمس جادویی ماریا کری (انگلیسی: Mariah Carey's Magical Christmas Special) یک ویژه برنامه تلویزیونی کریسمسی با هنرمندی ماریا کری است. این ویژه برنامه اولین بار در ۴ دسامبر سال ۲۰۲۰ در اپل تی‌وی پلاس پخش شد.

## داستان
بابا نوئل به بیلی (بیلی ایکنر)، منشی مورد اعتماد خود، وظیفه می‌دهد تا روحیه همه را بالا ببرد و کریسمس را دوباره شاد کند. او با ماریا کری دوست بابانوئل تماس می گیرد تا کمک کند...

## بازیگران
- ماریا کری
- آریانا گرانده
- جنیفر هادسن
- تیفانی هدیش
- بیلی ایکنر
- اسنوپ داگ
- جرمین دوپری
- میستی کوپلند
- بت میدلر
- میلی بابی براون
- هایدی کلوم
- میکال-میشل هریس
- اسنوپی، چاری براون و گنگ بادام زمینی‌ها